# Mario Pulvirenti
Mario Pulvirenti (Roma, 1946) é um matemático italiano, professor mérito de física matemática da Universidade de Roma "La Sapienza".
Foi palestrante convidado do Congresso Internacional de Matemáticos em Madrid (2006).
É especialista em aspectos matemáticos da teoria cinética dos gases.